# 東京消防庁第二消防方面本部
東京消防庁第二消防方面本部（とうきょうしょうぼうちょうだいにしょうぼうほうめんほんぶ）は、東京消防庁の内局で、東京都の品川区、及び大田区の消防業務を担当する消防本部である。

## 地域概要
- 東京都23区の最南に位置して、東京湾と多摩川を挟み、神奈川県川崎市と接している区域。
- 区域中央を国道1号と国道15号が縦貫して、東京湾岸に東京モノレールと首都高速湾岸線が通っている。

## 所在地
大田区大森東1丁目32番8号

## 管轄消防署
- 第二消防方面本部には7の消防署と1つの分署、19の出張所、1つの分駐所がある。
- 管内には消防救助機動部隊（ハイパーレスキュー）と1つの特別救助隊と1つの水難救助隊、1つの化学機動中隊と1つの消防活動二輪車隊（クイックアタッカー）がある。

### 第二方面消防救助機動部隊 （ハイパーレスキュー）
- 第二方面消防方面本部消防救助機動部隊 （ハイパーレスキュー：2HR）
  - 所在地 大田区京浜島1-1-4

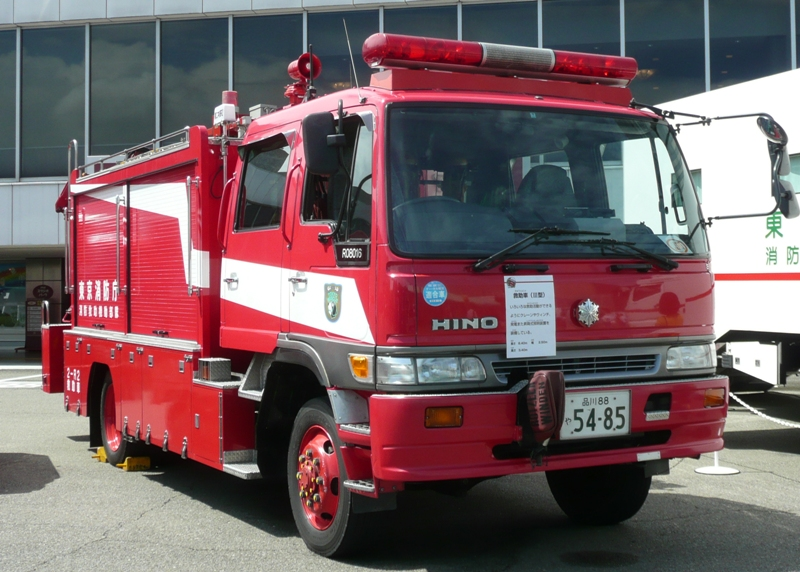
旧救助車Ⅲ型
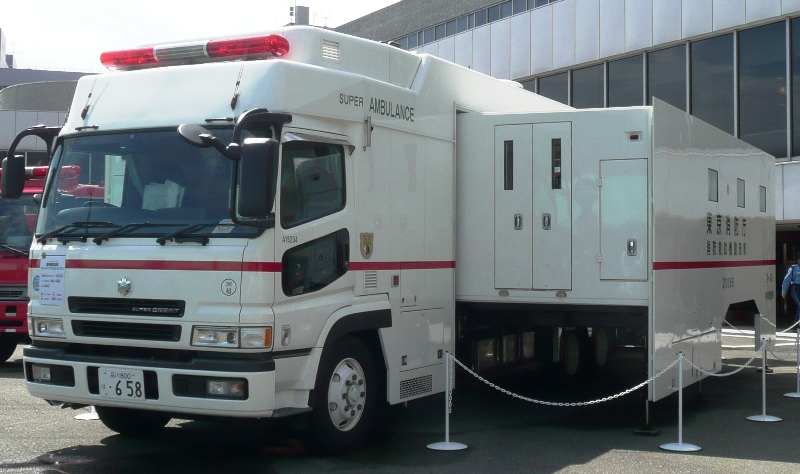
スーパーアンビュランス
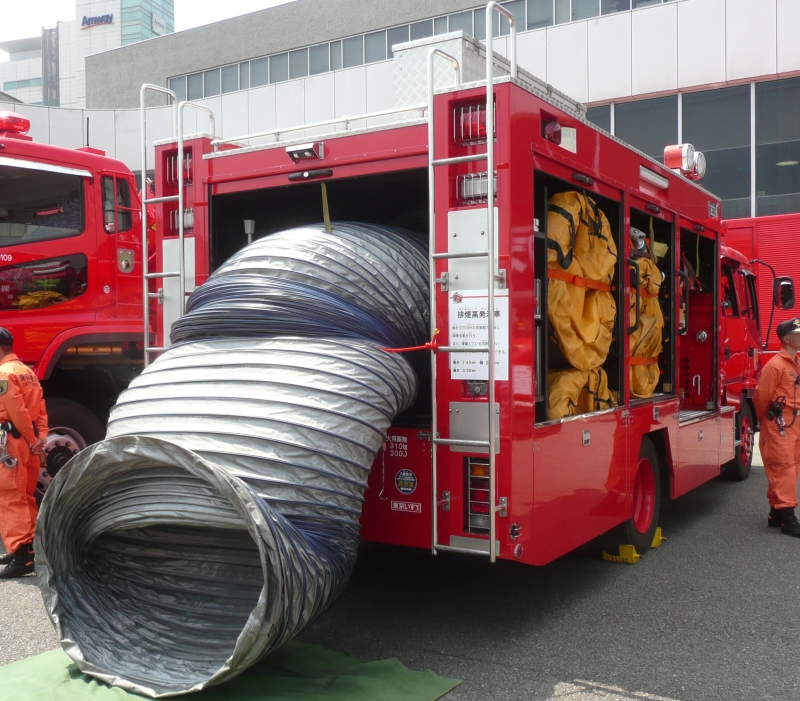
排煙高発泡車
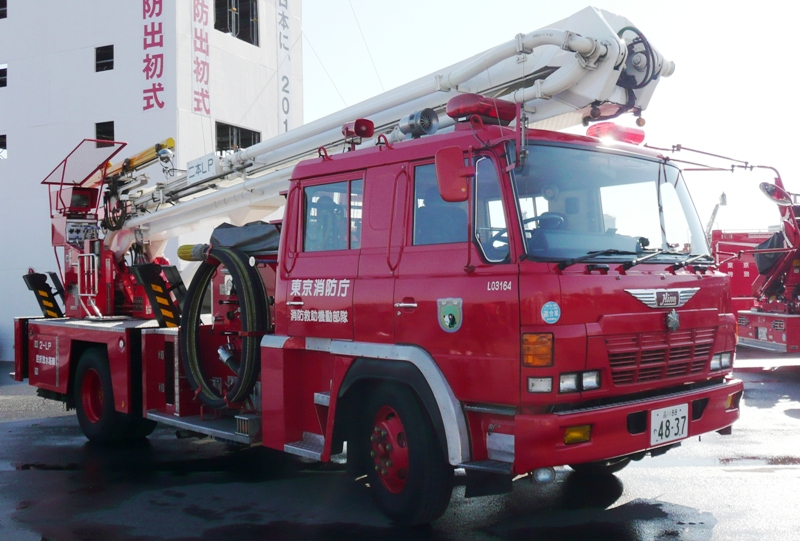
旧屈折放水塔車

### 品川消防署
- 所在地 品川区北品川3-7-31

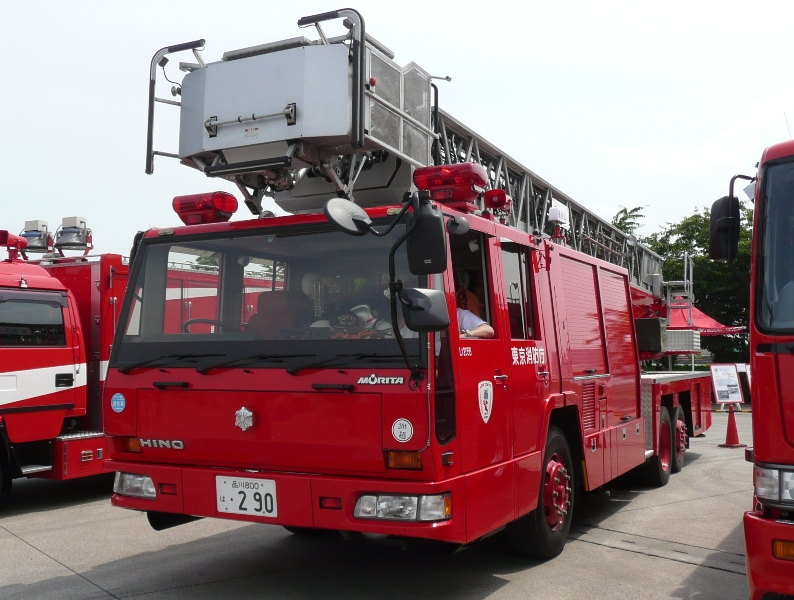
品川消防署のはしご車

- 管轄地 東品川1・2・3・4・5丁目、広町1丁目、広町2丁目(1番の一部を除く。)、西品川1丁目(25・26・28・29・30番、27番の一部を除く。)、西品川2丁目(9番の一部を除く。)、西品川3丁目、戸越1丁目(25・26・27・31番、29番の一部）豊町1丁目(2番の一部）南品川1・2・3・4・5・6丁目まで、北品川1・2・3・4・5・6丁目まで、東五反田1・2・3・4・5丁目まで、西五反田1・2・3・4・5・6・7・8丁目まで、大崎1・2・3・4・5丁目まで、荏原1丁目(1・2・5・6・8・10番、13・14番の各一部）、小山1丁目(1・2・3・4番の各一部）、小山台1丁目(32・33番の各一部）、上大崎1・2・3・4丁目まで、八潮1丁目

- 沿革
  - 1932年10月10日 警視庁第7方面消防署として開署。

#### 東品川出張所
- 所在地 品川区東品川3-32-12

#### 大崎出張所
- 所在地 品川区西品川1-7-9

#### 五反田出張所
- 所在地 品川区西五反田7-25-14

### 大井消防署
- 所在地 品川区東大井3-6-12
- 管轄地 大井1・3・4・5・6・7丁目、大井2丁目(1番の一部を除く。)、広町2丁目(1番の一部)、西大井1・2・3・4・5丁目まで、大井6丁目(1番を除く。)、二葉1丁目(21番及び22番の各一部）、二葉2丁目(26番の一部)、二葉4丁目(23番の一部)、東大井1・2・3・4・5・6丁目まで、南大井1・2・3・4・5・6丁目まで、勝島1・2・3丁目まで、八潮2・3・4・5丁目まで、東八潮
- 大井化学機動中隊

#### 滝王子出張所
- 所在地 品川区大井5-17-9
- 管轄地 大井消防署管轄のJR京浜東北線以西

#### 八潮出張所
- 所在地 品川区八潮5-8-3
- 管轄地 大井消防署管轄の首都高速道路1号羽田線以東

### 荏原消防署
- 所在地 品川区平塚3-16-20

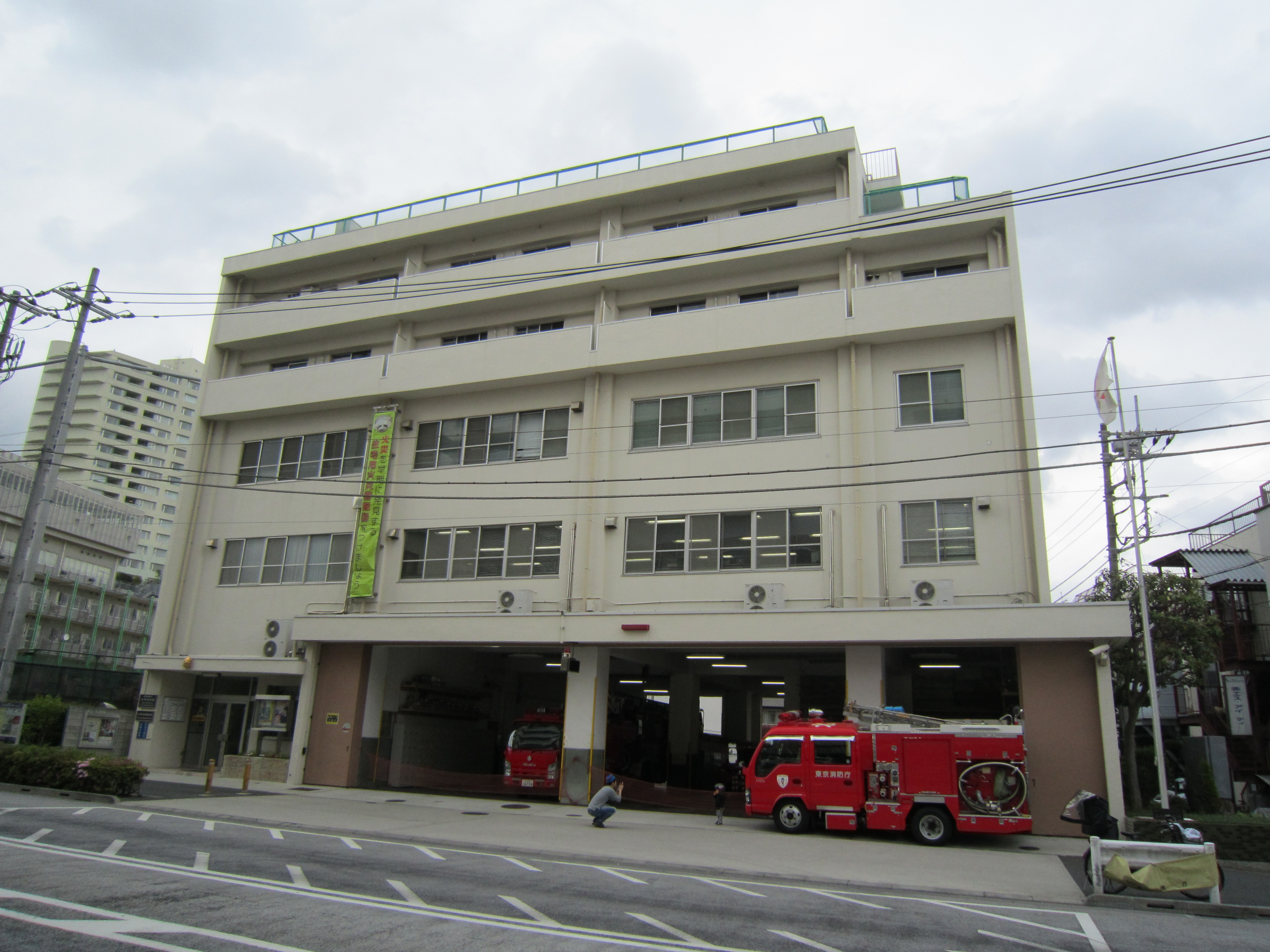
荏原消防署

- 管轄地 荏原1・2・3・4・5・6丁目、東中延1・2丁目、西中延1・2丁目、戸越1・2・3・4丁目、小山1・2丁目、平塚1・2・3丁目、中延1・2・3丁目、豊町1丁目、西品川2丁目(9番1・2、15・16・17・18・19・20・21・22号

#### 沿革
- 1880年10月 村落消防としての消防組が発足
- 1893年 消防組を3分割(第1部通消防組、第2部戸越・後地消防組、第3部中延消防組)
- 1995年2月 「ろ」組を合併して平塚消防組と改称
- 1913年9月 第4部戸越組を設置
- 1923年3月 第5部下蛇窪組を設置
- 1925年6月 第6部小山組を設置
- 1927年7月 平塚消防組を荏原消防組と改称
- 1932年10月 東京市への合併により荏原消防組が警視庁に移管され、荏原消防署(荏原区中延町282）、戸越出張所(荏原区戸越町1028）、小山出張所(荏原区小山町254）に改称設置された。
- 1933年
  - 11月 荏原消防署が荏原区中延町647に、小山出張所が荏原区小山町310に移転
  - 12月 戸越出張所が荏原区下神明町81に移転
- 1934年1月 戸越出張所は神明出張所に改称
- 1939年11月 戸越機関員派出所新設（荏原区戸越町147番地)
- 1941年4月 神明出張所は戸越出張所に改称
- 1942年12月 豊町派出所（荏原区豊町1-1139）新設、中原機関員派出所（荏原区平塚5-120）新設
- 1945年7月 小山出張所、焼失により廃止
- 1947年
  - 3月 品川区・荏原区が統合となる。小山出張所新築・復帰(品川区小山5-310)
  - 7月 豊町出張所廃止
- 1948年
  - 3月 自治体消防発足、東京消防本部荏原消防署（品川区中延町4-647）、戸越出張所（品川区東戸越4-38）、小山出張所（品川区小山5-310）、平塚出張所（品川区平塚5-120）、二葉町出張所（品川区二葉町2-619）となる。
  - 5月 東京消防本部が東京消防庁となる。
- 1952年4月 荏原消防署移転（品川区平塚3-773）、平塚出張所廃止、中延出張所（旧本署）を改称新設
- 1953年4月 中原、二葉出張所廃止
- 1959年10月 平塚出張所新設（品川区小山7-511）
- 1972年12月 荏原消防署移転（品川区荏原6-16-2)
- 1974年7月 平塚出張所が旗の台出張所と改称
- 1995年
  - 3月 旗の台出張所移転（品川区旗の台6-24-11）
  - 4月 中延出張所廃止、荏原第2救急隊配置
- 1996年11月 荏原特化小隊配置替え（ハイパーレスキュー発足に伴う）

#### 戸越出張所
- 所在地 品川区戸越5-20-15
- 管轄地 戸越5・6丁目、二葉1・2・3・4丁目、豊町2・3・4・5・6丁目、大井2丁目(1番1・2号)、西品川1丁目(25・26・27・28・29・30番)、西大井6丁目(1番)

##### 沿革
- 1914年9月 第4部戸越組を設置
- 1932年10月 東京市への合併により荏原消防組が警視庁に移管され、荏原消防署戸越出張所(荏原区戸越町1028）に改称。
- 1933年12月 戸越出張所が荏原区下神明町81に移転。
- 1934年1月 戸越出張所は神明出張所に改称。
- 1939年11月 戸越機関員派出所新設（荏原区戸越町147番地)
- 1941年4月 神明出張所は戸越出張所に改称。
- 1948年
  - 3月 自治体消防発足、東京消防本部荏原消防署戸越出張所となる。
  - 5月 東京消防本部が東京消防庁荏原消防署戸越出張所となる。

#### 小山出張所
- 所在地 品川区小山5-12-11
- 管轄地 小山3・4・5・6丁目、小山台1・2丁目

##### 沿革
- 1925年6月 第6部小山組を設置
- 1932年10月 東京市への合併により荏原消防署小山出張所(荏原区小山町254）に改称設置。
- 1933年11月 荏原区小山町310に移転
- 1945年7月 小山出張所新築・復帰(品川区小山5-310)
- 1948年
  - 3月 自治体消防発足、東京消防本部荏原消防署小山出張所となる。
  - 5月 東京消防本部が東京消防庁荏原消防署小山出張所となる。

#### 旗の台出張所
- 所在地 品川区旗の台6-24-11
- 管轄地 旗の台1・2・3・4・5・6丁目、荏原7丁目  小山7丁目、西中延3丁目  中延4・5・6丁目

##### 沿革
- 1948年3月 自治体消防発足、東京消防本部荏原消防署平塚出張所（品川区平塚5-120）となる。
- 1952年4月 平塚出張所廃止
- 1974年7月 平塚出張所が旗の台出張所と改称
- 1995年3月 旗の台出張所移転（品川区旗の台6-24-11）

#### 中原出張所（廃止）

##### 沿革
- 1942年12月 中原機関員派出所（荏原区平塚5-120）新設
- 1948年
  - 3月 自治体消防発足、東京消防本部荏原消防署中原出張所となる。
  - 5月 東京消防本部が東京消防庁荏原消防署中原出張所となる。
- 1953年4月 中原出張所廃止

#### 二葉出張所（廃止）

##### 沿革
- 1948年
  - 3月 自治体消防発足、東京消防本部荏原消防署二葉町出張所となる。
  - 5月 東京消防本部が東京消防庁荏原消防署二葉町出張所となる。
- 1953年4月 二葉町出張所廃止

#### 豊町出張所（廃止）

##### 沿革
- 1942年12月 豊町派出所（荏原区豊町1-1139）新設、中原機関員派出所（荏原区平塚5-120）新設
- 1947年7月 豊町出張所廃止

#### 中延出張所（廃止）

##### 沿革
- 1952年4月 荏原消防署移転の跡地に中延出張所を改称新設
- 1995年4月 中延出張所廃止

### 大森消防署
- 所在地 大田区大森東1-32-8
- 管轄地 大森北、大森本町、山王、大森東1丁目、平和島、昭和島、京浜島、東海、城南島、平和の森公園
- 大森水難救助隊

#### 馬込出張所
- 所在地 大田区南馬込1-53-4
- 管轄地 北馬込、中馬込、東馬込、西馬込、南馬込
- 沿革

#### 市野倉出張所
- 所在地 大田区中央8-1-14
- 管轄地 中央、池上1・2丁目、池上3丁目(12・13番6-11)、池上4丁目(25・26・27・28・31・32番除く)、池上5丁目(23・24・27・28番除く)、仲池上2丁目(17・18・19・29・30番のみ)
- 沿革

#### 山谷出張所
- 所在地 大田区大森西5-17-25
- 管轄地 大森西1・2・3・4・5・6丁目、大森西7丁目(7番の一部、8・9番除く)、大森中
- 沿革

#### 森ヶ崎出張所
- 所在地 大田区大森南2-4-8
- 管轄地 大森南1丁目(4・5番の各一部、6・7・8・9・10・11番、12・17・18番の各一部)、大森南2丁目(17番の一部、18・19番を除く)、大森南3・4・5丁目、大森東2・3・4・5丁目

### 田園調布消防署
- 所在地 大田区雪谷大塚町13-22

#### 管轄地
- 田園調布1・2・3・4・5丁目
- 田園調布南
- 田園調布本町
- 東嶺町
- 西嶺町
- 北嶺町
- 北千束1・2・3丁目
- 南千束1・2・3丁目
- 石川町1・2丁目
- 南雪谷1・2・3・4・5丁目
- 東雪谷1・2・3・4・5丁目
- 仲池上1丁目
- 仲池上2丁目(17・18・19・29・30番を除く)
- 上池台1・2・3・4・5丁目
- 雪谷大塚町
- 千鳥1丁目（20・21・22・23番までの各一部を除く)
- 千鳥2丁目(5・6番の各一部、27・36・38・39・40・41番までを除く)
- 千鳥3丁目(3・7番の各一部)
- 久が原1・2・3・4・5・6丁目まで
- 南久が原1・2丁目
- 鵜の木1・2・3丁目まで
- 東矢口1丁目 1・2・3・4・8・9番まで、10番の各一部)
- 池上3丁目(12番及び13番の一部を除く。)
- 池上4丁目(25・26・27・28・31・32番)
- 池上6丁目
- 池上7丁目（24・27・28・30・31番を除く)
- 池上8丁目(20・21・22・23・24・25・26・27番までを除く)

#### 沿革
- 1954年11月1日 大森消防署から分離独立し、東調布消防署として発足。
- 1955年6月4日 現在地に移転し、移転前の庁舎は雪谷出張所とした。
- 1960年9月12日 雪谷出張所に雪谷化学小隊が発足。
- 1961年9月1日 久が原出張所が新設。
- 1994年11月1日 東調布消防署から田園調布消防署に改称。

#### 雪谷出張所
- 所在地 大田区東雪谷4-4-1

##### 沿革
- 1955年6月4日 東調布消防署の移転に伴い、移転前の庁舎を雪谷出張所として開設。
- 1960年9月12日 雪谷化学小隊が発足。

#### 久が原出張所
- 所在地 大田区久が原2-16-3
- 沿革
  - 1961年9月1日 久が原出張所が新設。

### 蒲田消防署
- 所在地 大田区蒲田本町2-28-1

#### 管轄地
- 南蒲田1・2・3丁目
- 西糀谷1・2・3・4丁目
- 萩中1・2・3丁目
- 本羽田1・2・3丁目
- 大森西7丁目(7番の一部、8・9番)
- 大森南1丁目(4・5番の各一部、6・7・8・9・10・11・12番、及び17・18番の各一部を除く。)
- 大森南2丁目(17番の一部、18・19番)
- 東糀谷1・2・3・4・5・6丁目
- 蒲田1・2・3・4・5丁目まで
- 蒲田本町1・2丁目
- 仲六郷1・2・3・4丁目まで
- 東六郷1・2・3丁目まで
- 南六郷1・2・3丁目まで
- 羽田空港1・2・3丁目まで
- 羽田1・2・3・4・5・6丁目まで
- 羽田旭町
- 東蒲田1・2丁目
- 北糀谷1・2丁目

#### 空港分署
- 所在地 大田区羽田空港1-1-2
- 沿革
  - 1972年4月1日 蒲田消防署空港特別救助隊が発隊。

#### 羽田出張所
- 所在地 大田区本羽田3-1-2

#### 六郷出張所
- 所在地 大田区南六郷2-33-5

#### ターミナル分駐所
- 所在地 大田区羽田空港3-3-2
- 沿革
  - 2002年5月に開設 救急車1台

### 矢口消防署
- 所在地 大田区多摩川2-5-20
- 管轄地 大田区のうち、大森消防署、田園調布消防署及び蒲田消防署の管轄区域以外の区域

#### 西蒲田出張所
- 所在地 大田区西蒲田7-33-1

##### 沿革
- 1939年10月1日 蒲田消防署女塚機関員派出所として開設
- 1970年6月1日 女塚出張所から西蒲田出張所に改称
- 1973年4月1日 矢口消防署開設に伴い、矢口消防署の所属になる
- 1994年12月9日 現在地に移転
- 2000年12月15日 西蒲田救急隊運用開始

#### 下丸子出張所
- 所在地 大田区下丸子3-22-8
- 管轄地 下丸子1・2・3・4丁目、千鳥1・2・3丁目（号数・番地による）

#### 西六郷出張所
- 所在地 大田区西六郷4-1-3